# Trung tâm Quy hoạch và Điều tra tài nguyên nước quốc gia
Trung tâm Quy hoạch và Điều tra tài nguyên nước quốc gia (tiếng Anh: National Center for Water Resources Planning and Investigation, viết tắt là NAWAPI) là tổ chức sự nghiệp công lập trực thuộc Bộ Tài nguyên và Môi trường, có chức năng quy hoạch, điều tra cơ bản, quan trắc và bảo vệ tài nguyên nước trong phạm vi cả nước; cung cấp các dịch vụ công về tài nguyên và môi trường theo quy định của pháp luật.
Chức năng, nhiệm vụ, quyền hạn và cơ cấu tổ chức của Trung tâm được quy định tại Quyết định số 2829/QĐ-BTNMT ngày 25 tháng 10 năm 2022 của Bộ trưởng Bộ Tài nguyên và Môi trường.

## Lịch sử phát triển
- Xem thêm: Giới thiệu Trung tâm Quy hoạch và Điều tra tài nguyên nước quốc gia

Trung tâm Quy hoạch và Điều tra tài nguyên nước quốc gia tiền thân là Trung tâm Quy hoạch và Điều tra tài nguyên nước được thành lập theo Nghị định số 25/2008/NĐ-CP ngày 4 tháng 3 năm 2008 của Chính phủ.
Trung tâm chính thức đổi tên thành Trung tâm Quy hoạch và Điều tra tài nguyên nước quốc gia theo Nghị định số 21/2013/NĐ-CP ngày 4 tháng 3 năm 2013 của Chính phủ.

## Nhiệm vụ và quyền hạn
Theo Điều 2, Quyết định số 2829/QĐ-BTNMT ngày 25 tháng 10 năm 2022 của Bộ trưởng Bộ Tài nguyên và Môi trường, Trung tâm có các nhiệm vụ, quyền hạn chính:
- Trình Bộ trưởng các loại văn bản thuộc phạm vi quản lý của Trung tâm.
- Thực hiện các chức năng quản lý nhà nước trong các lĩnh vực:

1. Lập quy hoạch tài nguyên nước.
2. Điều tra cơ bản tài nguyên nước.
3. Quan trắc, giám sát tài nguyên nước.
4. Dự báo, cảnh báo tài nguyên nước.
5. Bảo vệ tài nguyên nước.

- Ứng dụng, triển khai công nghệ sử dụng nước tiết kiệm, hiệu quả; cải tạo, phục hồi nguồn nước bị ô nhiễm, suy thoái, cạn kiệt.
- Điều tra, nghiên cứu địa nhiệt, nước nóng, nước khoáng và điều tra cơ bản địa chất công trình, các hiện tượng địa động lực công trình, các tai biến địa chất liên quan đến nước theo phân công của Bộ trưởng.
- Tham gia thẩm định các dự án điều tra, quy hoạch tài nguyên nước, các dự án chuyển nước giữa các lưu vực sông lớn, các dự án đầu tư có liên quan đến việc khai thác, sử dụng tài nguyên nước, xả nước thải và chất thải vào nguồn nước.
- Thực hiện các nhiệm vụ khác theo phân công của Bộ trưởng.

## Lãnh đạo Trung tâm[4]
- Tổng Giám đốc: TS. Tống Ngọc Thanh
- Phó Tổng Giám đốc:

1. TS.Nguyễn Ngọc Hà
2. TS.Triệu Đức Huy

## Cơ cấu tổ chức
(Theo Điều 4, Quyết định số 2829/QĐ-BTNMT ngày 25 tháng 10 năm 2022 của Bộ trưởng Bộ Tài nguyên và Môi trường)
- Văn phòng Trung tâm
- Ban Kế hoạch - Tài chính
- Ban Khoa học, Công nghệ và Hợp tác quốc tế
- Ban Quy hoạch tài nguyên nước
- Ban Điều tra tài nguyên nước
- Liên đoàn Quy hoạch và Điều tra tài nguyên nước miền Bắc
- Liên đoàn Quy hoạch và Điều tra tài nguyên nước miền Trung
- Liên đoàn Quy hoạch và Điều tra tài nguyên nước miền Nam
- Trung tâm Cảnh báo và Dự báo tài nguyên nước
- Trung tâm Chất lượng và Bảo vệ tài nguyên nước
- Trung tâm Công nghệ và Dữ liệu tài nguyên nước